# Bob- und Skeleton-Weltmeisterschaften 2024/Skeleton (Mixed)
Der Skeleton-Wettbewerb im Mixed-Team bei den Bob- und Skeleton-Weltmeisterschaften 2024 wurde am 24. Februar 2024 in der Veltins-Eisarena in Winterberg ausgetragen.  Der Wettbewerb bestand aus je einem Lauf, wobei der Lauf des Athleten direkt im Anschluss an den Lauf der Athletin gestartet wurde.

## Ergebnisse
| Rang | #  | Team                                            | Lauf Frau  | Lauf Frau | Lauf Mann | Lauf Mann | Gesamt     | Gesamt      |
| Rang | #  | Team                                            | Zeit (min) | Rang      | Zeit (s)  | Rang      | Zeit (min) | Defizit (s) |
| ---- | -- | ----------------------------------------------- | ---------- | --------- | --------- | --------- | ---------- | ----------- |
| 1    | 18 | Deutschland 1Hannah Neise Christopher Grotheer  | 1:00,50    | 3         | 58,59     | 1         | 1:59,09    | –           |
| 2    | 17 | Großbritannien 2Tabitha Stoecker Matt Weston    | 1:00,47    | 2         | 58,74     | 3         | 1:59,21    | +0,12       |
| 3    | 14 | Deutschland 2Jacqueline Pfeifer Axel Jungk      | 1:00,44    | 1         | 58,87     | 5         | 1:59,31    | +0,22       |
| 4    | 12 | Großbritannien 1Amelia Coltman Marcus Wyatt     | 1:00,76    | 8         | 58,70     | 2         | 1:59,46    | +0,37       |
| 5    | 11 | Vereinigte StaatenMystique Ro Austin Florian    | 1:00,70    | 7         | 58,85     | 4         | 1:59,55    | +0,46       |
| 6    | 16 | Italien 1Valentina Margaglio Amedeo Bagnis      | 1:00,66    | 6         | 58,98     | 6         | 1:59,64    | +0,55       |
| 7    | 9  | China 2Li Yuxi Yan Wengang                      | 1:01,07    | 10        | 59,05     | 7         | 2:00,12    | +1,03       |
| 8    | 13 | Österreich 2Janine Flock Samuel Maier           | 1:00,95    | 9         | 59,43     | 9         | 2:00,38    | +1,29       |
| 9    | 15 | China 1Zhao Dan Yin Zheng                       | 1:01,18    | 11        | 59,21     | 8         | 2:00,39    | +1,30       |
| 10   | 7  | Kanada 1Jane Channell Blake Enzie               | 1:00,64    | 4         | 59,90     | 12        | 2:00,54    | +1,45       |
| 11   | 10 | Italien 2Alessia Crippa Mattia Gaspari          | 1:01,23    | 12        | 59,47     | 10        | 2:00,70    | +1,61       |
| 12   | 8  | Kanada 1Hallie Clarke Ryan Kuehn                | 1:00,64    | 4         | 1:00,36   | 16        | 2:01,00    | +1,91       |
| 13   | 2  | BelgienAline Pelckmans Colin Freeling           | 1:01,48    | 14        | 59,90     | 12        | 2:01,38    | +2,29       |
| 14   | 5  | Österreich 1Julia Erlacher Alexander Schlintner | 1:01,55    | 16        | 1:00,06   | 14        | 2:01,61    | +2,52       |
| 15   | 3  | Schweiz 2Julia Simmchen Livio Summermatter      | 1:02,18    | 17        | 59,59     | 11        | 2:01,77    | +2,68       |
| 16   | 6  | Schweiz 1Sara Schmied Vinzenz Buff              | 1:01,53    | 15        | 1:00,30   | 15        | 2:01,83    | +2,74       |
| 17   | 4  | TschechienAnna Fernstädt Timon Drahoňovský      | 1:01,24    | 13        | 1:00,85   | 18        | 2:02,09    | +3,00       |
| 18   | 1  | SpanienAna Torres-Quevedo Adrían Rodríguez      | 1:03,59    | 18        | 1:00,45   | 17        | 2:04,04    | +4,95       |